# 夔州直隸州
夔州，明代設置的直隸州。
洪武九年（1376年）四月，夔州府降為重慶府屬州，大寧州、達州降為縣，夔州附郭的奉節縣與達州通川縣俱廢，州下轄巫山縣、建始縣、雲陽縣、萬縣、梁山縣、開縣、大寧縣、達縣8縣。洪武十年（1377年）五月，夔州升為直隸州，梁山縣改隸重慶府忠州。洪武十三年（1380年）十一月，夔州又升為夔州府，奉節縣得以復置，梁山縣也由忠州改隸於府；同時新置了大昌、新寧2縣。。